# Amazing Alex
Amazing Alex fue un videojuego de lógica basado en la física creado por Rovio Entertainment, el desarrollador del popular y multiplataforma puzle de estrategia Angry Birds. Inicialmente el juego lo anunció el director general de Rovio, Mikael Hed, en YLE TV. El juego se basa en Casey's Contraptions, un juego creado por Noel Llopis y Miguel Ángel Friginal, cuyos derechos fueron adquiridos por Rovio. Amazing Alex contiene elementos educativos y gira en torno a Alex, un curioso chico que le encanta construir cosas. El 13 de abril de 2015, el juego fue retirado de la App Store y Google Play.